# I Almost Lost My Mind
I Almost Lost My Mind è un album di Ray Anthony, pubblicato dalla Capitol Records nel 1962.

## Tracce
Lato A
1. I Almost Lost My Mind – 2:38 (Ivory Joe Hunter) – Registrato il 17 luglio 1962 al Capitol Tower Studios di Hollywood
2. Blue Velvet – 2:22 (Bernie Wayne, Lee Morris) – Registrato il 18 luglio 1962 al Capitol Tower Studios di Hollywood
3. Long Lonely Nights – 2:41 (Lee Andrews, Bernice Davis, Douglass Henderson, Mimi Uniman) – Registrato il 17 luglio 1962 al Capitol Tower Studios di Hollywood
4. Since I Met You Baby – 3:09 (Ivory Joe Hunter) – Registrato il 18 luglio 1962 al Capitol Tower Studios di Hollywood
5. Trouble in Mind – 2:54 (Richard M. Jones) – Registrato il 17 luglio 1962 al Capitol Tower Studios di Hollywood
6. Goodnight My Love (Pleasant Dreams) – 2:36 (George Motola, John Marascalco) – Registrato il 18 luglio 1962 al Capitol Tower Studios di Hollywood

Durata totale: 16:20
Lato B
1. Don't Let the Sun Catch You Cryin' – 3:30 (Joe Greene) – Registrato il 17 luglio 1962 al Capitol Tower Studios di Hollywood
2. God Bless the Child – 2:43 (Billy Holiday, Arthur Herzog, Jr.) – Registrato il 18 luglio 1962 al Capitol Tower Studios di Hollywood
3. The End – 2:27 (Sid Jacobson, Jimmy Krondes) – Registrato il 18 luglio 1962 al Capitol Tower Studios di Hollywood
4. Prayers – 2:10 (Ernie Freeman, Paul Weston, Richman) – Registrato il 18 luglio 1962 al Capitol Tower Studios di Hollywood
5. It Do Me so Good – 4:00 (Willie Dixon, Billy Emerson) – Registrato il 17 luglio 1962 al Capitol Tower Studios di Hollywood
6. Midnight Flyer – 2:00 (Mayme Watts, Robert Mosely) – Registrato il 18 luglio 1962 al Capitol Tower Studios di Hollywood

Durata totale: 16:50

## Musicisti
- Ray Anthony - tromba
- Jimmie Haskell - arrangiamenti
- Componenti dell'orchestra sconosciuti